# Tautai Kaitu'u
Le docteur Angikimua Tautai Kaitu'u, né le 19 septembre 1959, est un homme politique salomonais.

## Biographie
Formé au Royal Australian College of General Practitioners (en), il obtient ensuite un diplôme de Bachelor of Medicine de l'université du Pacifique Sud et pratique le métier de médecin généraliste aux Îles Salomon. 
Il entre au Parlement national comme député de la circonscription de Rennell et Bellona aux élections législatives de 2014, avec l'étiquette du Parti démocrate unifié. Il est alors nommé ministre de la Santé et des Services médicaux dans le gouvernement de Manasseh Sogavare, et conserve cette fonction lorsque Rick Houenipwela devient Premier ministre en novembre 2017. Fait ministre de la Justice dans le nouveau gouvernement de Manasseh Sogavare après les élections législatives de 2019, il est l'un des cinq ministres limogés le 1er octobre 2019 pour s'être abstenus de soutenir la décision du gouvernement de reconnaître la république populaire de Chine ; les autres sont le vice-Premier ministre John Maneniaru, le ministre de l'Éducation John Dean Kuku, la ministre de la Police Lanelle Tanangada et le ministre de la Planification nationale Rick Houenipwela.